# Hydroporus signatus
Hydroporus signatus är en skalbaggsart som beskrevs av Mannerheim 1853. Hydroporus signatus ingår i släktet Hydroporus och familjen dykare.

## Underarter
Arten delas in i följande underarter:
- H. s. youngi
- H. s. signatus